# Abdah Alif
Abdah Alif (Terengganu, Federación Malaya, 31 de agosto de 1954) es un exfutbolista de Malasia que jugaba en la posición de centrocampista.

## Carrera

### Club
| Periodo   | Club          |
| --------- | ------------- |
| 1974-1977 | Terengganu FA |
| 1978-1984 | Pahang FA     |

### Selección nacional
Jugó con Malasia en la Copa Asiática 1980, donde anotó un gol en la victoria por 2–0 sobre Emiratos Árabes Unidos en la fase de grupos.
También jugó en la Clasificación de Asia para los Juegos Olímpicos de Moscú 1980 donde originalmente se había logrado la clasificación, pero Malasia fue de los participantes en el boicot, por lo que no participó en el evento. Originalmente Malasia ganó en el play-off ante Corea del Sur por 2–1 en el Merdeka Stadium.
En total Abdah jugó para la selección nacional en 60 ocasiones y anotó 13 goles entre 1975 y 1980.
| N.º | Fecha      | Sede                  | Rival                  | Marcador | Resultado | Torneo                       |
| --- | ---------- | --------------------- | ---------------------- | -------- | --------- | ---------------------------- |
| 1   | 14-8-1976  | Kuala Lumpur, Malasia | Indonesia              |          | 7–1       | 1974 Merdeka Tournament      |
| 2   | 19-9-1976  | Seoul, Corea del Sur  | India                  |          | 4–0       | 1976 Korea President Cup     |
| 3   | 18-12-1976 | Bangkok, Tailandia    | Bangladés              |          | 6–0       | 1976 Thailand Kings Cup      |
| 4   | 18-7-1977  | Kuala Lumpur, Malasia | Tailandia              |          | 3–0       | 1977 Merdeka Tournament      |
| 5   | 19-11-1977 | Kuala Lumpur, Malasia | Indonesia              |          | 1–2       | 1977 SEA Games               |
| 6   | 12-7-1978  | Kuala Lumpur, Malasia | Corea del Sur          |          | 1–3       | 1978 Merdeka Tournament      |
| 7   | 21-7-1978  | Kuala Lumpur, Malasia | Japón                  |          | 4–1       | 1978 Merdeka Tournament      |
| 8   | 23-7-1978  | Kuala Lumpur, Malasia | Siria                  |          | 5–2       | 1978 Merdeka Tournament      |
| 9   | 23-7-1978  | Kuala Lumpur, Malasia | Siria                  |          | 5–2       | 1978 Merdeka Tournament      |
| 10  | 9-9-1978   | Seoul, Corea del Sur  | Baréin                 |          | 2–1       | 1978 Korea President Cup     |
| 11  | 9-9-1978   | Seoul, Corea del Sur  | Baréin                 |          | 2–1       | 1978 Korea President Cup     |
| 12  | 2-4-1980   | Kuala Lumpur, Malasia | Filipinas              |          | 8–0       | 1980 Olympics Qualifications |
| 13  | 20-9-1980  | Kuwait City, Kuwait   | Emiratos Árabes Unidos |          | 2–0       | Copa Asiática 1980           |

## Vida personal
Sus hermanos Yunus Alif y Najib Alif también fueron futbolistas, y con Yunus también jugó para Malasia.

## Logros

### Club
- Malaysia Cup: 1983
- Malaysia Kings Gold Cup: 1977, 1980

### Selección nacional
- Juegos del Sudeste Asiático: 1977, 1979
- King's Cup: 1976
- Merdeka Tournament: 1976, 1979